# Apogon-de-duas-manchas
O apogon-de-duas-manchas (nome científico: Apogon pseudomaculatus) é um espécie de peixe da família dos apogonídeos (Apogonidae), descrito por William Harding Longley em 1932.

## Descrição
O apogon-de-duas-manchas alcança até 11 centímetros de comprimento. A coloração da cabeça e corpo varia entre o vermelho, bronze ou salmão. Possui uma mancha preta do tamanho de uma pupila sob a parte posterior da segunda nadadeira dorsal, uma na base da cauda e outra na parte traseira do opérculo, um par de linhas finas esbranquiçadas na parte superior e inferior da pupila e coloração preta nas pontas das segundas nadadeiras dorsal e anal e dos lóbulos da cauda. O corpo é oblongo e comprimento, cabeça grande, olhos grandes, boca oblíqua moderadamente grande que se abre para a frente e maxilar superior largo, parcialmente oculto quando a boca está fechada, e sem escamas. Seus maxilares possuem faixas de dentes pequenos, sem caninos. A parte frontal e laterais do céu da boca têm uma faixa de dentes pequenos.
O pré-opérculo do apogon-de-duas-manchas é serrilhado e a aba membranosa inferior não se estendendo além da borda do pré-opérculo. O raio pélvico interno em sua maior parte não está aderido ao corpo e a nadadeira caudal é ligeiramente côncava. As escamas do corpo são ásperas e estão dispostas da seguinte forma: três a oito escamas no centro da nuca antes da nadadeira dorsal; escamas da linha lateral não são alargadas; 14 a 16 escamas ao redor da base da cauda; linha lateral completa, estendendo-se até a base da nadadeira caudal. A nadadeira anal tem dois espinhos e oito raios. Sua primeira nadadeira dorsal tem seis espinhos e sua segunda nadadeira dorsal é bem separada, com um espinho e nove raios. Suas nadadeiras peitorais são extremamente longas.

## Distribuição e habitat
O apogon-de-duas-manchas é uma espécie amplamente distribuída no Atlântico Ocidental, ocorrendo do sul da Geórgia e Nova Inglaterra (Estados Unidos), golfo do México (Belize, Costa Rica, El Salvador, Guatemala, Honduras, México, Nicarágua, Panamá), Caribe (Anguila, Antígua e Barbuda, Aruba, Baamas, Barbados, Bermudas, Bonaire, Santo Eustáquio e Saba, ilhas Caimã, Cuba, Curaçau, Granada, Haiti, Jamaica, Porto Rico, São Cristóvão e Névis, São Martinho (neerlandês), São Martinho (francês), São Vicente e Granadinas, Ilhas Virgens Britânicas, Ilhas Virgens Americanas, São Bartolomeu, Trindade e Tobago, ilhas Turcas e Caicos), América do Sul (Colômbia, Brasil, Guiana, Guiana Francesa, Suriname, Venezuela) e Atlântico Central (Ascensão e Santa Helena) e África (Guiné Equatorial e São Tomé e Príncipe).
O apogon-de-duas-manchas habita águas com temperaturas que variam de 22 °C (72 °F) a 26 °C (78 °F), de um a 100 metros de profundidade. Ocorre principalmente em estruturas de recifes, algas rochosas e não se limita a recifes de corais. No golfo de Honduras, foi encontrado em habitats de declives e esporões e sulcos profundos. Na Flórida foi observada numa variedade de tipos de habitat, incluindo areia, pavimento e afloramentos de recifes baixos. Também foi identificado nas proximidades de recifes artificiais profundos e em associação com montes de cascalho construídos pelo pirá (Malacanthus plumieri). No sul do Brasil, foi encontrada em recifes rasos e encostas de recifes e num penhasco rochoso íngreme a 37-41 metros no golfo da Guiné.

## Biologia e ecologia
O apogon-de-duas-manchas é pouco estudado, com informações muito limitadas disponíveis sobre seu estilo de vida e padrões de comportamento, incluindo detalhes específicos sobre idade, crescimento, longevidade, padrões de movimento, dieta, uso do habitat e reprodução. Sabe-se que é noturno, escondendo-se em fendas e sob estruturas durante o dia e emergindo à noite para se alimentar. Forma pequenos cardumes, permanecendo isolado durante o dia. Alimenta-se principalmente de pequenos peixes pequenos invertebrados, incluindo caranguejos e camarões, e zooplâncton. Os machos incubam os ovos fertilizados em sua boca por vários dias antes de liberar centenas de larvas medindo duas a quatro milímetros no oceano. As larvas permanecem na forma planctônica por várias semanas antes de se desenvolverem em juvenis.

## Conservação
O apogon-de-duas-manchas pode ser facilmente confundido com Apogon maculatus, Apogon evermanni e Apogon lachneri por sua semelhança morfológica. Amostragens no golfo de Honduras revelaram que esta espécie é o apogonídeo menos abundante, representando 0,05% do número total de apogonídeos. Análises genéticas comparativas de espécimes do Atlântico oriental e ocidental sugerem que uma conexão genética ocorreu nos últimos 50 mil anos. A União Internacional para a Conservação da Natureza (UICN) classifica o apogon-brasileiro como pouco preocupante (LC), pois a espécie é amplamente distribuída, comum e abundante onde ocorre sobre estruturas de recifes. É possível que sua população possa diminuir localmente onde há proliferação de peixes-leão invasores, mas isso ainda não é tido como fator preocupante à conservação. Em 2018, foi classificada como pouco preocupante (LC) no Livro Vermelho da Fauna Brasileira Ameaçada de Extinção do Instituto Chico Mendes de Conservação da Biodiversidade (ICMBio).